# Kościół Najświętszej Maryi Panny Królowej Świata w Zatorach
Kościół Najświętszej Maryi Panny Królowej Świata – rzymskokatolicki kościół parafialny należący do parafii św. Małgorzaty w Zatorach, w dekanacie serockim diecezji płockiej.

## Historia

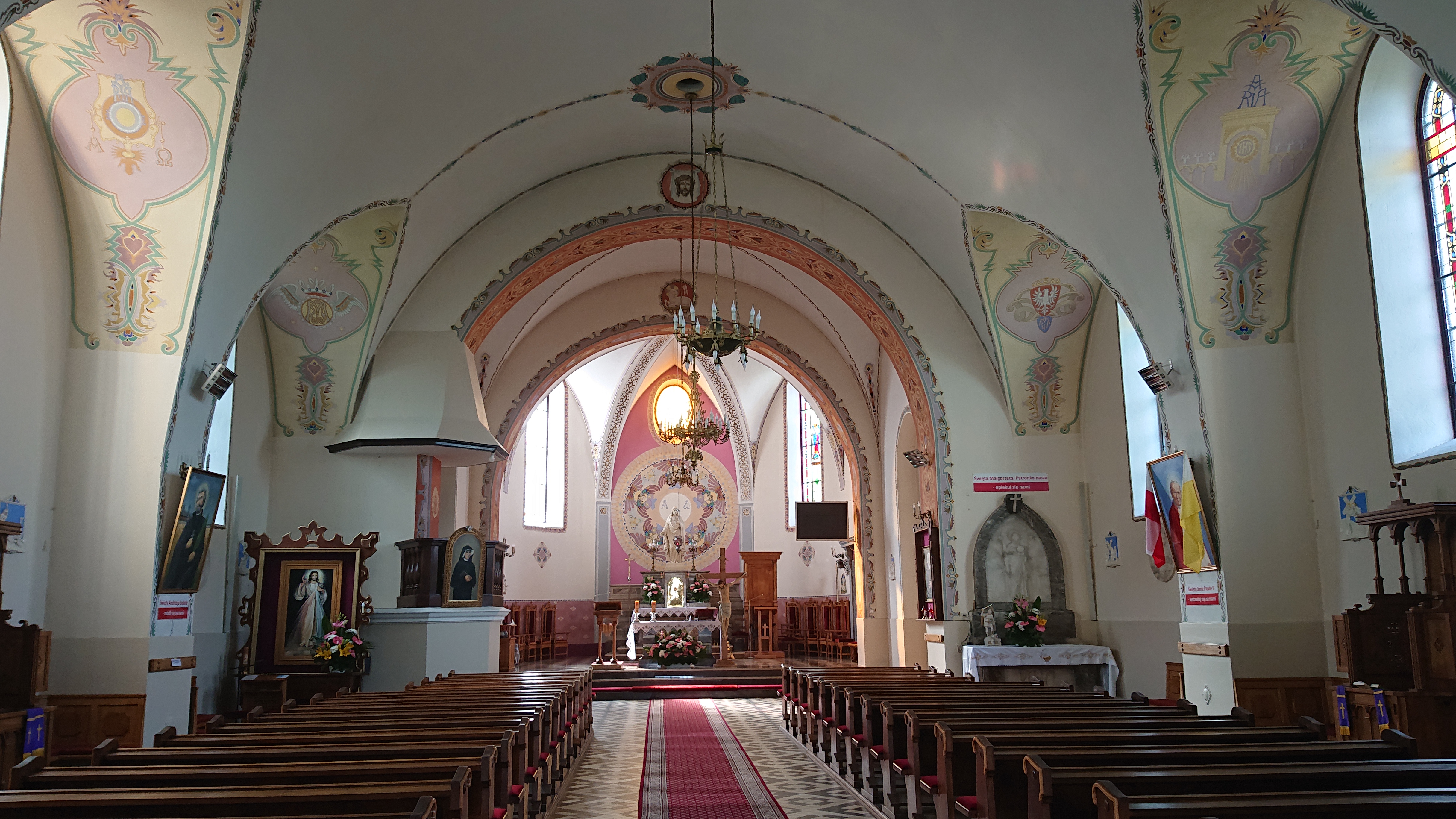
Wnętrze kościoła

Murowana świątynia została zbudowana w latach 1924−1926 według projektu Juliana Lisieckiego i Łukasza Wolskiego. Konsekrowano ją w 1938 roku. Kościół został zbudowany w tzw. polskim stylu historycznym modnym w I połowie lat 20. XX wieku. Komitetowi budowy kościoła przewodniczył m.in. książę Artur Radziwiłł.

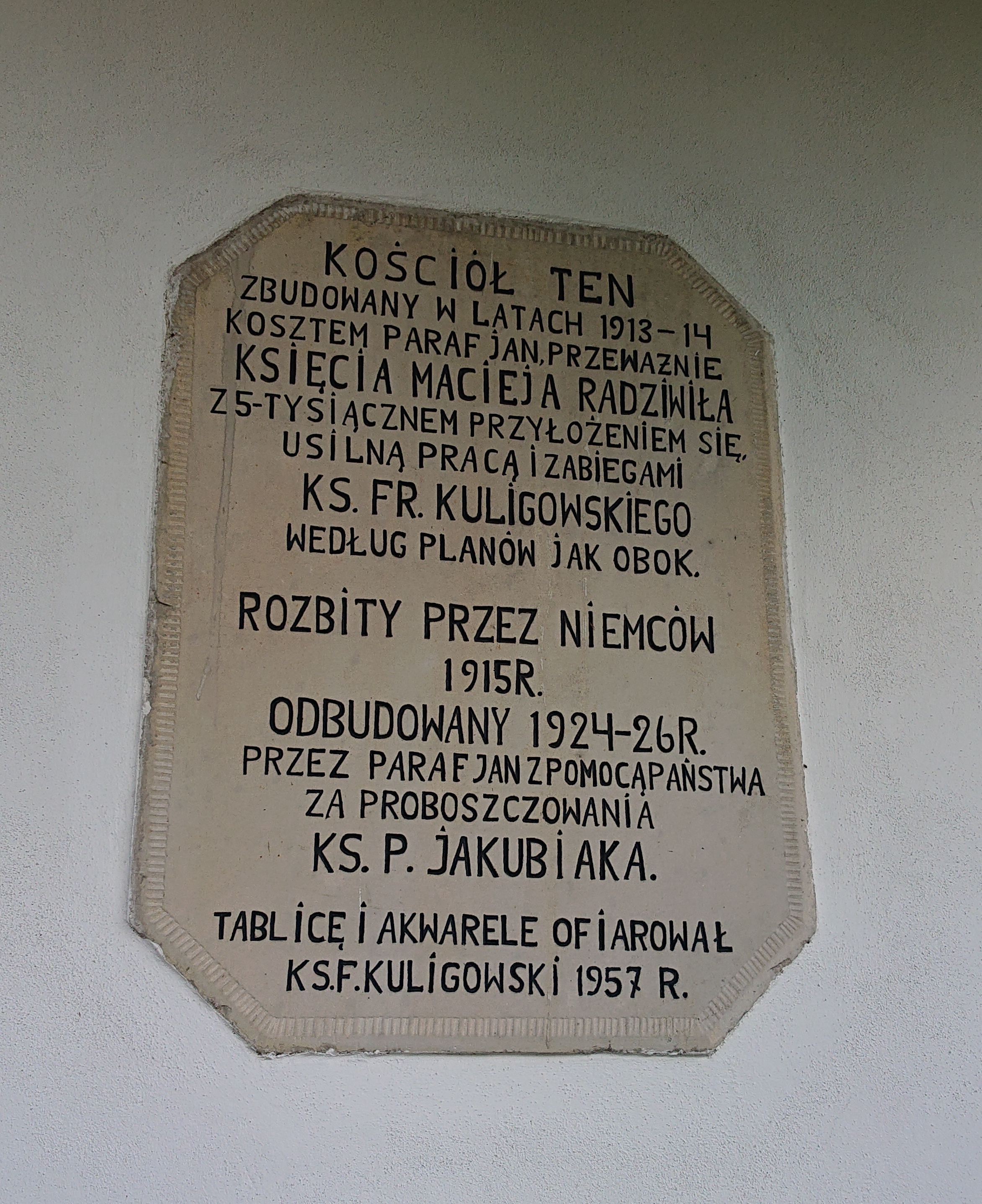
Tablica w kruchcie kościoła

Jest to budowla murowana, wzniesiona z cegły, otynkowana. Ma wieżę na planie kwadratu w narożniku północno-zachodnim. Korpus świątyni jest jednonawowy, ma trzy przęsła. Nakrywa go sklepienie kolebkowe z lunetami. Prezbiterium jest węższe w stosunku do nawy, ma dwa przęsła, jest zamknięte absydą, ze skarbcem i zakrystią.
Wnętrze zachowuje wygląd z lat 20. XX wieku. Malowidła ścienne zostały wykonane przez Bolesława Bryknera w 1926 roku. W latach 1995–1996 polichromię wykonał Tomasz Zywert. W ołtarzu głównym została umieszczona figura Serca Jezusowego z piaskowca. Najstarszym elementem wyposażenia, pochodzącego głównie z XIX−XX wieku, jest rokokowa wieczna lampa powstała w 2. połowie XVIII wieku. Po 2000 odnowiono wnętrze świątyni. W prezbiterium ułożono marmurową posadzkę, zamontowano cztery nowe witraże.